# 대인선
대인선(大諲譔, ? ~ 926년)은 발해의 마지막 국왕이다.. 제13대 왕 대현석의 뒤를 이어 왕위를 계승했다고 알려졌지만, 김육불은 그의 저서 《발해국지장편》에서 대위해가 제14대 왕이었으므로 대인선이 대위해를 이은 왕이었다고 주장했다. 대인선에 이르러 발해가 거란에게 멸망당하였으므로, 시호는 없다. 단 마지막 왕이므로 말왕이라고 할 수 있다. 926년 1월 거란 요나라의 왕 야율아보기의 공격을 받고, 홀한성(忽汗城) 혹은 부여성(扶餘城)에서  체포되어 요나라로 끌려갔다. 이후의 행적은 미상이다.
『야율종교묘지명(耶律宗教墓誌銘)』,  거란소자 기록된 묘지명 및 한문 비명에는 대인선을 단국 혹은 발해의 성왕(聖王, 거란어: ju qan)이라 칭했다. 한때 애왕(哀王)으로 알려졌으나 이는 신라 경애왕의 시호를 착각한 것이라는 설이 있다. 다른 별칭으로는 말왕(末王)인데 이는 정식 시호는 아니다.

## 생애
발해 경왕 대현석(大玄錫)의 손자이자 대위해의 아들이다. 발해 제14대 왕 대위해의 뒤를 이어 왕통을 계승했다.
대인선의 재위 당시 국제정세는 빠르게 변화되어 가고 있었다. 당나라는 황소의 난으로 국력이 쇠퇴했다. 이때 주전충이 당 애제를 쫓아내고 황제에 등극하여, 후량이라는 새로운 왕조를 세웠다. 한편, 신라에서도 지방 호족들과 농민 반란군의 봉기가 거세졌다.
한편, 거란족은 7세기 전·후반에 당나라의 지배를 받았는데, 당나라의 거듭된 혼란을 틈타 독립을 선포했다. 그들은 추장 야율아보기를 중심으로, 영토를 확장하였다.
923년 거란이 요양의 옛 성을 수리하고 발해 백성들을 붙잡아갔다. 924년에는 발해가 군사를 일으켜 요주(遼州)를 공격하였다. 공방전 끝에 요주자사 장수실이 전사하고, 발해군이 거란 백성들을 붙잡아 개선했다.
925년 9월, 장군 신덕이 무리 500여 명을 이끌고 고려에 귀순하였다. 같은 해 12월 을해일, 거란의 야율아보기는 어전회의에서 “서쪽은 제거했으나 동쪽은 그렇지 못하다.”라고 말하였다. 곧 거란이 군사를 일으켜 발해를 침공한다. 12월 기유일, 거란군이 발해의 살갈산에 진출하였다. 같은 달 정사일에는 고령에 이르렀으며, 이 날 밤 부여부가 포위되었다.
926년 정월 기미일, 하늘에서 흰 기운이 일어나 태양을 관통하였다. 흰색은 서쪽의 상징하는 색깔이다. 발해 서쪽에서 일어난 거란이 격파함을 암시하는 징조였다. 이듬해 1월 경신일, 마침내 부여성이 함락되었다. 부여성 성주가 분전 끝에 전사하였다. 처절한 공성전 와중에 야율아보기가 발해군이 쏜 화살에 맞아 치명상을 입었다. 같은 날 거란군은 발해 동평부에 진출하였으며, 하루 만에 동평부가 함락되었다.
이를 기점으로 거란 본토에서 병력이 대규모로 증파, 발해 침략에 참전한 거란군은 약 22만을 헤아렸다.
1월 병인일, 발해의 재상이 이끄는 발해군이 황성(皇城) 인근에서 거란 군대와 교전하였다. 발해의 대규모 정예병력과 거란군의 첫 회전이었다. 하루 낮 밤의 싸움 끝에 발해군이 완파되고, 재상은 거란에 항복하였다. 이날 밤 황성이 포위되었다. 농성 끝에 결국 1월 기사일, 발해왕 대인선이 항복 의사를 내비쳤다.
1월 신미일, 임금이 소복을 입고 새끼줄로 몸을 묶은 뒤 양을 끌고서 신하 3백여 명과 함께 나와 거란 진중으로 가 항복하였다. 야율아보기는 이들을 예우한 뒤에 돌려보냈다. 같은 달 병자일, 야율아보기는 발해 군대의 무장 해제를 요구하였다. 거란의 대신인 강말달 등 13명이 성 안에 들어가 성 내의 무기들을 수색하였는데, 그 태도가 매우 오만하고 무례했다. 격분한 발해의 순라군이 이들을 도륙하였다.
1월 정축일, 임금이 성문을 굳게 닫고 다시 응전 태세를 갖추었다. 하루 만에 거란 군대가 성첩을 넘어 황성을 함락시켰다. 야율아보기가 말을 탄 채 왕궁에 들어섰는데, 임금이 야율아보기의 말 앞에서 꿇어앉아 죄를 청했다. 거란이 왕족들을 포박하여 성 밖으로 끌고 나왔다.
고려사에 의하면 야율아보기는 그가 있던 홀한성(忽汗城)을 포위하였다. 대인선이 패배하여 항복하기를 청함으로 드디어 발해는 멸망하였다. 이에 그 나라 사람들 중 다투어 오는 자들이 계속 이어졌다 한다. 일설에는 그가 체포된 곳이 부여성(扶餘城)이라는 설도 있다.
2월 병오일, 거란이 발해를 동거란(東丹國, 동란국)으로 이름을 바꾸고, 수도 상경의 이름을 천복성(天福城)으로 바꾸었다. 곧이어 거란 태자 야율배를 왕으로 봉하여 발해의 옛 땅을 통치하게 하였다. 야율아보기는 임황(臨潢) 서쪽에 성을 쌓아 발해 최후의 임금 대인선을 유폐시켰다. 대인선에게는 오로고, 왕후에게는 아리지라는 이름을 주었는데, 오로고와 아리지는 야율아보기와 그 황후가 발해의 항복을 받을 때에 탔던 두 마리의 말 이름이다. 이후의 행적은 미상이다.
한편, 발해의 태자 대광현은 926년 정월에 고려로 망명하였다.
발해를 부흥시키려는 움직임은 200여 년 동안이나 계속되어 후일에 발해 유민들은 정안국, 대발해국, 흥료국 등의 나라를 세우지만, 모두 거란에게 멸망당했다.

### 사후
어디서 어떻게 사망했는지 여부는 불확실하다.
후대에 『야율종교묘지명(耶律宗教墓誌銘)』, 거란소자로 기록된 묘지명 및 한문 비명에는 대인선을 단국 혹은 발해의 성왕(聖王)이라 기록했는데, 이것이 그의 정식 시호인지 여부는 불명확하다.

## 발해인들의 부흥운동
대인선의 항복으로 발해는 멸망했지만, 발해인의 저항은 끝나지 않았다. 유득공의 《발해고》에 따르면, 10세기 중엽부터 12세기까지 발해인들이 거란에게 대항했다고 기록되어 있다. 후발해국과 정안국, 흥료국, 대원국은 발해의 유민들이 세운 대표적인 나라이다.
후발해는 건국 년도와 멸망 년도가 일정하지 않다. 정안국은 936년경에 건국하였던 것으로 추정된다. 정안국은 고려와 외교관계를 맺으려 하였으나, 거란과의 마찰을 두려워한 고려에서 관계를 철회하였다. 그러나 고려와의 교류는 있던 것으로 추정된다. 985년 정안국은 거란의 압박으로 멸망하였다. 대원국은 12세기에 세워졌고, 발해 부흥 세력 중 처음으로 황제 칭호를 사용했다. 그러나 금나라와의 전쟁에서 패배해 결국 멸망의 길로 접어들었고, 이후 발해부흥운동은 종식되었다.

## 가계
- 조부 : 대현석(大玄錫) (발해 제13대 국왕)
  - 부왕 : 대위해(大瑋瑎) (발해 제14대 국왕)
    - 대인선(大諲譔)
      - 왕자 : 대소순(大昭順)
      - 왕자 : 대광찬(大光贊)
      - 왕자 : 대우모(大禹謨)
      - 왕자 : 대광현(大光顯) - 발해 세자

    - 형제 : 대씨(大氏)
      - 조카 : 대지균(大知鈞)[6]
      - 조카 : 대화균(大和鈞)[7] - 발해 예부경(禮部卿)
        - 질손 : 대복모(大福謨)[8] - 발해 공부경(工部卿)
        - 질손 : 대복예(大福譽)[9] - 발해 공부경

      - 조카 : 대원균(大元鈞)[10] - 발해 정당성(政堂省) 사정(司政)[11]
        - 질손 : 대심리(大審理)

    - 형제 : 대봉예(大封裔)[12]
      - 조카 : 대원양(大元讓)[13]
      - 조카 : 대원겸(大元謙)

    - 형제 : 대권(大權)
- 친족 : 대균로(大鈞老) - 발해 예부경
- 친족 : 대심리(大審理) - 발해 좌우위장군

## 같이 보기
- 대광현
- 대정현
- 대도수
- 대연림
- 신라
  - 효공왕 (897년 - 912년)
  - 신덕왕 (912년 - 917년)
  - 경명왕 (917년 - 924년)
  - 경애왕 (924년 - 927년)

- 후백제
  - 견훤 (900년 - 935년)

- 태봉
  - 궁예 (901년 - 918년)

- 고려
  - 태조 (918년 - 943년)